# Come Take My Hand
"Come Take My Hand" é uma canção do grupo holandês de eurodance 2 Brothers on the 4th Floor, lançada em 1995 como o segundo single de seu segundo álbum, 2. A canção alcançou o número 4 na Holanda, o número 9 na Bélgica e o número 12 na Noruega, enquanto atingiu a posição de número 47 no Eurochart Hot 100.

## Lista de faixas
| CD maxi, Holanda (1995) |                                                  |         |  |
| N.º                     | Título                                           | Duração |  |
| 1.                      | "Come Take My Hand" (Radio Version)              | 4:02    |  |
| 2.                      | "Come Take My Hand" (Extended Version)           | 5:10    |  |
| 3.                      | "Come Take My Hand" (Cooly's Jungle Mix)         | 5:25    |  |
| 4.                      | "Come Take My Hand" (Beats R Us Mix)             | 7:57    |  |
| 5.                      | "Come Take My Hand" (K&A's Happy Hardcore Blast) | 5:38    |  |
| 6.                      | "Come Take My Hand" (K&A's Extended Rave Blast)  | 5:50    |  |
| 7.                      | "Come Take My Hand" (Lick Mix)                   | 5:04    |  |
| 8.                      | "Come Take My Hand" (Euro Trance Trip)           | 5:13    |  |